# Prittlewell
Prittlewell – dzielnica miasta Southend-on-Sea, w Anglii, w Esseksie, w dystrykcie (unitary authority) Southend-on-Sea. W 2011 osada liczyła 9 971 mieszkańców. Prittlewell jest wspomniana w Domesday Book (1086) jako Pritteuuella.